# Festival des nacherzählten Films

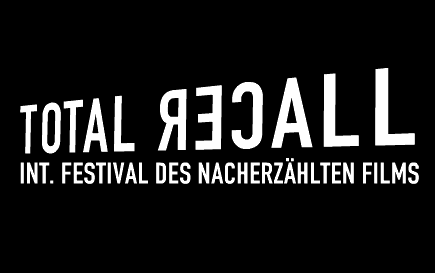
Logo des Festivals

Ein Festival des nacherzählten Films existiert in Deutschland als öffentliches Event, seit 1999 in Düsseldorf das „Total Recall“-Projekt ins Leben gerufen wurde. In einem Wettbewerb analog den Poetry Slams treffen hier „Könner und Kenner“ der Kino-Filmkultur aufeinander, um während eines langen Wochenendes mit möglichst kunstvollen Filmnacherzählungen, in freier zehnminütiger Rede vorgetragen, das Publikum zu Beifall und Stimmabgabe zu überzeugen. Das Festival ist eine reisende Veranstaltung.

## Geschichte
Die anfangs als „verrückte Idee“ belächelte Veranstaltung wurde vom Essener Bernd Terstegge und vom Düsseldorfer Axel Ganz ins Leben gerufen und mit wachsendem Publikumserfolg weiterverfolgt. Im fünften Jahr des Bestehens wurde 2003 Berlin als zweiter Veranstaltungsort ausgewählt und das Festival im HAU (Hebbel-Theater) an zwei Tagen veranstaltet (jeweils ein Freitag und Samstag im November.) Mittlerweile sind auch andere Städte hinzugekommen.

## Struktur, Regeln
Der live vor Publikum ausgetragene, nichtkommerzielle Wettbewerb dreht sich um sprachlich gekonnte Wiedergabe von im Kino gelaufenen Filmen. Man kann sich im Vorfeld anmelden oder am Abend der Veranstaltung eine Spontanmeldung vornehmen. Das Filmgenre, das Herkunftsland und das Produktionsjahr spielen dabei keine Rolle. Die sprachliche Herangehensweise ist frei wählbar, auch ob man einzelne Szenen oder Einstellungen des Films hineinnimmt. Der Auftritt kann wahlweise alleine oder zu zweit erfolgen. Audiovisuelle oder andere Hilfsmittel wie z. B. bedruckte T-Shirts sind nicht zugelassen. Als Limitierung gilt die 10-Minuten-Grenze. Das Ende der Zeit wird durch ein akustisches Zeichen signalisiert.
Das Publikum erhält zu Beginn der Veranstaltung Bleistift und einen mehrteiligen Stimmzettel, auf dem für jede Erzählung zwischen null und neun Punkten vergeben werden können. Die Nacherzähler treten jeweils in Blöcken von fünf bis sechs Teilnehmern auf (also ca. eine Stunde). Freitags gibt es zwei Blöcke, samstags drei. In den Pausen bestreitet ein DJ die Untermalung. Am Ende jedes Erzählerblocks werden die jeweiligen Stimmzettel eingesammelt und von Helfern ausgewertet, um eine schnelle Gewinnermittlung nach dem letzten Block zu gewährleisten. 
Am zweiten Tag wird am Ende des dritten Blockes die höchste Durchschnittspunktzahl (Summe geteilt durch die Anzahl der abgegebenen gültigen Stimmen) ermittelt und der Sieger bestimmt. Als Preis für die gekonnteste Nacherzählung wird von der Publikumsjury die „silberne Linde“ vergeben. Da alle Beiträge visuell aufgezeichnet werden, ist es möglich, den prämierten Beitrag am Ende der Veranstaltung noch einmal auf einer großen Leinwand zu projizieren. Dies ist vor allem hilfreich, wenn ein Beitrag des ersten Tages gewinnt.
2007 gewann in Berlin eine Nacherzählung von Flash Gordon. 2008 gewann in Berlin eine Zusammenfassung von Der Herr der Ringe.